# Otto Lellep
Otto Georg Lellep (1884-1975) est un ingénieur et métallurgiste américain d'origine estonienne. Il est l'inventeur du four Lepol (un mot-valise construit à partir du nom de l'inventeur de l'entreprise), qui récupère l'énergie des fumées issues d'un four rotatif.

## Biographie
Otto Georg Lellep nait le 29 septembre 1884 dans la paroisse de Vana-Võidu (et) à Viljandi, en Estonie. Il effectue sa scolarité au lycée scientifique de Tallinn (en) (à l'époque, le lycée Pétri de Reval), puis étudie à l'université de technologie de Clausthal (à l'époque, l'école des mines de Clausthal) et enfin à l'université technique de Brunswick, où il obtient son doctorat. En 1917, il part aux États-Unis pour poursuivre ses recherches sur l'extraction minière du nickel. Cependant, bien qu'il ait eu initialement l'intention de revenir en Europe, il reste en Amérique, et obtient la citoyenneté américaine en 1923.
Alors qu'il est employé chez Polysius (en), il invente le four Lepol (un mot-valise construit à partir du nom de l'inventeur de l'entreprise), qui réduit la consommation d'énergie nécessaire à la fabrication du ciment ainsi qu'au traitement du minerai de fer. Cette innovation consiste à récupérer la chaleur des fumées sortant d'un four rotatif, en les faisant passer au travers d'un lit de matière posé sur un convoyeur,.
De 1936 à 1940, il a l'occasion de tester l'emploi d'air enrichi en oxygène sur les convertisseurs Martin-Siemens et Thomas de la Gutehoffnungshütte à Oberhausen. Ses recherches n'aboutissent pas à un procédé nouveau mais elles posent les bases de l'affinage à l'oxygène de l'acier. Il retourne en 1940 aux États-Unis pour y poursuivre des recherches métallurgiques ainsi que des perfectionnements du four Lepol.
Ses recherches, notamment celles sur l'emploi de l'oxygène pur en métallurgie, sont récompensées en 1960 par la Médaille Carl Lueg du Stahlinstitut VDEh (de), qu'il reçoit en même temps que Robert Durrer.
Il décède le 18 octobre 1975 à Fort Myers, en Floride.

## Publications et œuvres
- (de) Otto Lellep et Helming, Wärmetechnische Untersuchungen über den Wärmeaufwand beim Zementbrennen : Verbund-Rost-Drehofen (monographie), 1930, 49 p.